# Notacanthus bonaparte
Il Notacanto (Notacanthus bonaparte Risso, 1840), è un pesce marino appartenente alla famiglia Notacanthidae.

## Distribuzione e habitat
È presente nel mar Mediterraneo occidentale e nell'oceano Atlantico orientale tra le Isole Fær Øer e la Mauritania. esistono segnalazioni dall'Islanda.
È un pesce abissale che vive a grandi profondità. È stato segnalato almeno fino a 2000 metri.

## Descrizione
L'aspetto è quello tipico della famiglia, coda allungata e molto sottile, muso arrotondato e sporgente, pinna dorsale sostituita da una fila di 6-8 spine, pinna anale lunga che arriva fino alla piccolissima pinna caudale. La bocca è piccola e ventrale, è situata sotto l'occhio. Le scaglie sono piccolissime.
Il colore è giallo brunastro con riflessi argentati sui fianchi e blu sul ventre. La bocca e gli opercoli branchiali hanno colore nero.
Raggiunge i 25-30 cm al massimo.

## Biologia
Probabilmente gregario. Nuota con le testa rivolta in basso.

### Alimentazione
Si ciba di invertebrati del benthos, soprattutto anfipodi e copepodi, echinodermi e briozoi.

### Riproduzione
Le femmine sono più brevi e tozze dei maschi, che hanno narici allargate. Si riproduce in estate. Le larve sono leptocefali.

## Pesca
Casuale con reti a strascico di grandi profondità. Sono commestibili ma hanno carni di pessima qualità.
Valore economico nullo.